# Phoebe Waller-Bridge
Phoebe Mary Waller-Bridge (* 14. července 1985 Londýn) je britská herečka, dramatička, televizní producentka a scenáristka. V roce 2016 vytvořila sitcom Crashing, k němuž napsala i scénář a zahrála si v něm hlavní roli, stejně tomu bylo i v případě seriálu Potvora.
Za seriál Potvora získala televizní cenu cenu Britské akademie v kategorii nejlepší herečka v komediálním seriálu a rovněž tři ceny Emmy (v kategoriích nejlepší herečka v komediálním seriálu, nejlepší scénář komediálního seriálu a nejlepší komediální seriál).

## Životopis
Narodila se v západním Londýně do rodiny Theresy Mary (za svobodna Clerke) a Michaela Cypriana Waller-Bridgeových. Její otec založil elektronickou obchodní platformu Tradepoint a její matka pracovala pro Worshipful Company of Ironmongers. Vyrostla v londýnské čtvrti Ealing a má mladšího bratra Jaspera, který pracuje jako hudební manažer, a starší sestru Isobel, která pracuje jako hudební skladatelka a později složila hudbu k jejímu seriálu Potvora. Její rodiče jsou rozvedeni. Chodila na katolickou školu pro dívky St Augustine's Priory a poté na DLD College. Absolvovala na Královské akademii dramatických umění v Londýně.
V roce 2009 přišel její herecký debut v divadelní hře Roaring Trade. V roce 2013 se objevila v jednom dílu televizního seriálu Mizerná výchova a o dva roky později si zahrála ve druhé řadě seriálu Broadchurch.
Kromě herectví se též věnuje psaní divadelních her, napsala například sérii her Good. Clean. Fun. nebo Potvora. V roce 2016 vytvořila seriál Crashing, kde ztvárnila i hlavní roli. Ve stejném roce adaptovala svou hru Potvora do formátu televizního seriálu.
Namluvila a ztvárnila droid L3-37 ve filmu Solo: Star Wars Story. V roce 2018 napsala scénář k televiznímu seriálu Na mušce a zároveň se stala jeho výkonnou producentkou. Za scénář byla nominována na cenu Emmy v kategorii nejlepší scénář dramatického seriálu.
V roce 2019 společně s Nealem Purvisem a Robertem Wadem napsala scénář k filmu Není čas zemřít, v pořadí 25. filmu o Jamesi Bondovi.

## Osobní život
Trvale žije v Kensal Rise v Londýně. V roce 2014 si vzala irského moderátora Conora Woodmana, ale o tři roky později pár ohlásil odloučení a v roce 2018 rozvod. Od roku 2018 žije s britsko-irským dramatikem Martinem McDonaghem.

## Filmografie

### Film
| Rok  | Název                         | Role               | Poznámky             |
| ---- | ----------------------------- | ------------------ | -------------------- |
| 2009 | The Reward                    | Charlotte          | krátký film          |
| 2011 | Beautiful Enough              | skladatelka (hlas) | krátký film          |
| 2011 | Albert Nobbs                  | vikomtesa Yarrell  |                      |
| 2011 | Meconium                      | Lorna              | krátký film          |
| 2011 | Železná lady                  | Susie              |                      |
| 2015 | Vzmuž se                      | Katie              |                      |
| 2017 | Sbohem Kryštůfku Robine       | Mary Brown         |                      |
| 2018 | Solo: Star Wars Story         | L3-37              |                      |
| 2020 | Není čas zemřít               | —                  | Spoluautorka scénáře |
| 2023 | Indiana Jones a nástroj osudu | Helena Shaw        |                      |
| 2024 | Imaginární přátelé            | Kvítko (hlas)      |                      |

### Televize
| Rok        | Název                | Role            | Poznámky                                                   |
| ---------- | -------------------- | --------------- | ---------------------------------------------------------- |
| 2009       | Doctors              | Katie Burbridge | Díl: „Chef's Secret“                                       |
| 2010       | Jak nežít svůj život | Felicity        | Díl: „Donův snobský víkend“                                |
| 2011       | The Night Watch      | Lauren          | Televizní film                                             |
| 2011–2013  | The Café             | Chloe Astill    | 13 dílů                                                    |
| 2013       | Coming Up            | Karen           | Díl: „Henry“                                               |
| 2013       | London Irish         | Steph           | Díl: „Episode 2“                                           |
| 2013       | Mizerná výchova      | India           | Díl: „Drugs“                                               |
| 2014       | Glue                 | Bee Warwick     | 2 díly                                                     |
| 2014       | Drifters             | —               | Scenáristka 3 díly                                         |
| 2015       | Broadchurch          | Abby            | 8 dílů                                                     |
| 2015       | Flack                | Eve             | Televizní film                                             |
| 2016       | Crashing             | Lulu            | Tvůrkyně seriálu, scenáristka 6 dílů                       |
| 2016–2019  | Potvora              | Potvora         | Tvůrkyně seriálu, scenáristka, výkonná producentka 12 dílů |
| 2018–dosud | Na mušce             | —               | Tvůrkyně seriálu, scenáristka, výkonná producentka         |
| 2020       | Utíkej               | Laurel          | Tvůrkyně seriálu, scenáristka, výkonná producentka         |